# Mathilde Moreau
Pour les articles homonymes, voir Moreau.
Mathilde Moreau (épouse Kouassi) est une artiste-peintre émérite ivoirienne née le 2 mars 1958 à Grand-Bassam. Ancienne étudiante de l’école des Beaux-Arts d'Abidjan, elle est l'un des précurseurs du mouvement artistique dénommé « Vohou-vohou ». Professeur certifié en arts plastiques (peinture), elle fut de mars 2006 à octobre 2023, directrice de l'École Nationale des Beaux-Arts (ENBA). Son engagement à l’affirmation des arts plastiques ivoiriens et africains lui permit d’être distinguée comme « le plus grand peintre féminin de Côte d'Ivoire et un des grands noms de la peinture ivoirienne ». En novembre 2017, Mathilde célébra ses trente ans de carrière artistique.

## Biographie

### Carrière estudiantine
Née le 2 mars 1958 à Grand-Bassam, au quartier Impérial,, Mathilde Moreau débuta ses études supérieures en 1978 à l’école des Beaux-Arts d’Abidjan. Elle obtint en 1983, son Diplôme National des Beaux-Arts (DNBA), et continua l’année suivante (1984), son parcours estudiantin. Ainsi, (2) deux ans de formations passées, elle obtint son Diplôme Supérieur des Beaux-Arts (DSBA) en 1986. Ce qui marque la fin de ses études dans cet établissement. Après l’obtention du Certificat d’Aptitude Pédagogique pour l’Enseignement Secondaire (CAPES) en 1990, Mathilde Moreau  décida de perfectionner ses études supérieures à l’étranger. De 1998 à 1999 à l’Université des Langues et Cultures de BEIJING, elle fut certifiée en langue chinoise. À la même année (1999), Mathilde intégra l’Académie Centrale des Beaux-Arts de BEIJING. Par la suite, elle obtint un certificat de perfectionnement en peinture à l’huile (en 2000). Chercheur dans cette académie de 2003 à 2005 (avec pour thématique: peinture traditionnelle chinoise), elle fut certifiée en deux spécialités: en calligraphie et en peinture traditionnelle chinoise.  

### Carrière artistique

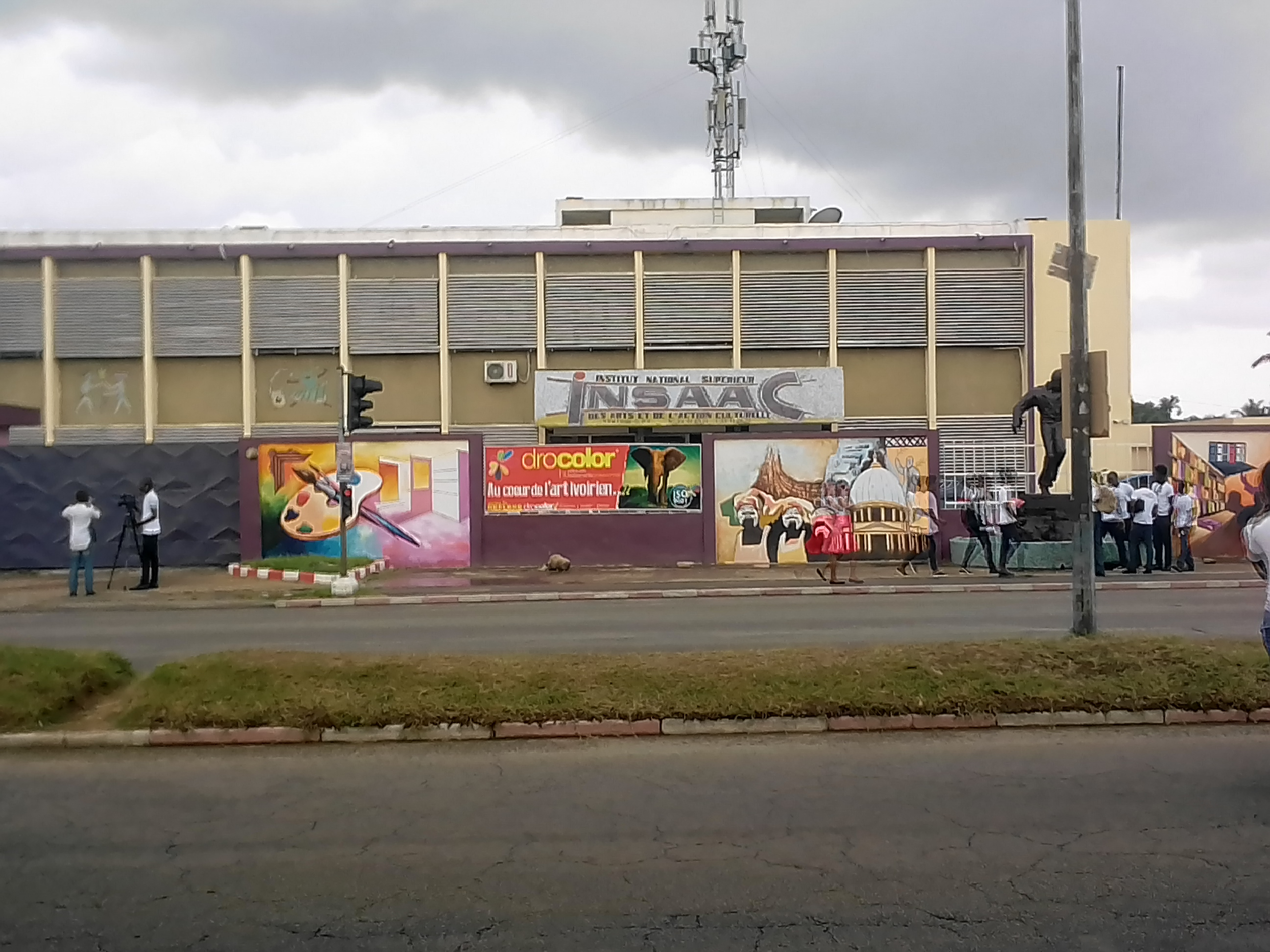
Institut National Supérieur des Arts et de l'Action Culturelle (INSAAC) de Côte d'Ivoire.

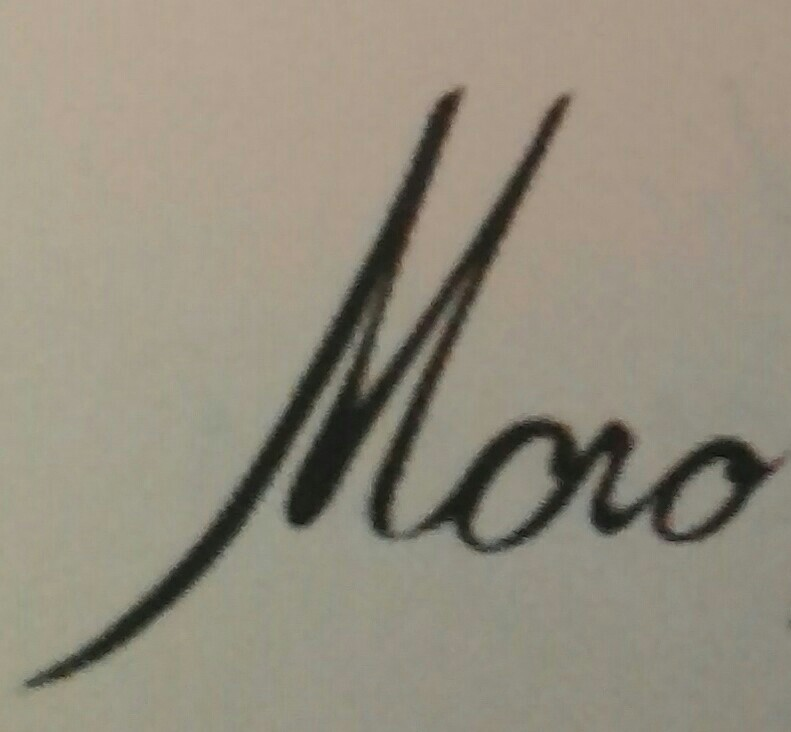
L'artiste signe ses toiles du nom Moro.

Mathilde fit son entrée sur la scène artistique ivoirienne dès 1985. En 1987, elle rejoint le mouvement artistique Vohou-vohou aux côtés d'anciens étudiants de l'école des Beaux-Arts d'Abidjan dont Youssouf Bath (surnommé « Sorcier Vohou »), Théodore Koudougnon, N'Guessan Kra, Yacouba Touré (dit Yack),,,,. Au cours des années d'essor de ce mouvement qui a pleinement vécu de 1981 à 1991, Mathilde, reçoit de ses pairs le surnom de Prêtresse Vohou. Dans sa peinture, la thématique de la « termitière » a longuement été de mise. En écho aux sages du continent, elle manifeste sa foi africaine : « Si la termitière vit, qu’elle ajoute de la terre à la terre ». Son amour pour les ocres, couleur de la terre-mère et des origines, date de cette période. Elle organise des expositions personnelles et participe à de nombreuses expositions de groupes en Côte d'Ivoire, mais aussi en Chili, en Tunisie, en Afrique du Sud (Biennale de Johannesburg en 1995), en Suisse, au Sénégal (Dak'Art en 1996), en Chine (6ème Biennale de BEIJING) et en Italie (Festad Africa Festival). Notamment, à sa première exposition individuelle en 1987 intitulée « Varig » (du nom d'une compagnie aérienne dont un avion a fait un crash à Alépé), elle se distingua déjà comme une artiste qui a du talent à revendre. En 1996, avec la critique d'art Mimi Errol Auguste, et les peintres Yacouba Touré, Ignace Mensah, Tiébena Dagnogo, Issa Kouyaté, elle porte sur la scène artistique ivoirienne le groupe Daro-Daro,,,, un atelier de création qui donnera un nouveau souffle à l'art pictural ivoirien. Mathilde effectua, en 1998, dans le cadre d'un programme d'études et de recherches à BEIJING, une formation qui va susciter chez elle une rupture d'avec ses premières démarches. Ainsi, elle présenta au public, dès son retour, les acquis de ce programme à travers « Zhongguo », la porte du soleil en chinois. Par la suite, l'artiste présenta au public, « Les printemps de Mathilde Moreau ». À force de travail, elle est, aujourd'hui, le plus grand peintre féminin de Côte d’Ivoire et un des grands noms de la peinture ivoirienne. En novembre 2017, Mathilde Moreau célébra ses trois décennies de carrière artistique en toute fulgurance.

### Carrière professionnelle
Mathilde Moreau est une femme de l’art qui s’est intéressée à l’enseignement. Avec son Diplôme National des Beaux-Arts (DNBA), elle débuta en 1983, sa carrière professionnelle en étant professeur d’arts plastiques au lycée moderne HARRIS d’Adjamé. Diplômée en 1986 de l’école des Beaux-Arts d'Abidjan et certifiée en 1990 pour enseigner au niveau secondaire, Mathilde gravit l’échelon. En 1994, elle devint professeur (en peinture) à l’École Nationale des Beaux-Arts (ENBA) de l’Institut National Supérieur des Arts et de l’Action Culturelle (INSAAC),. 

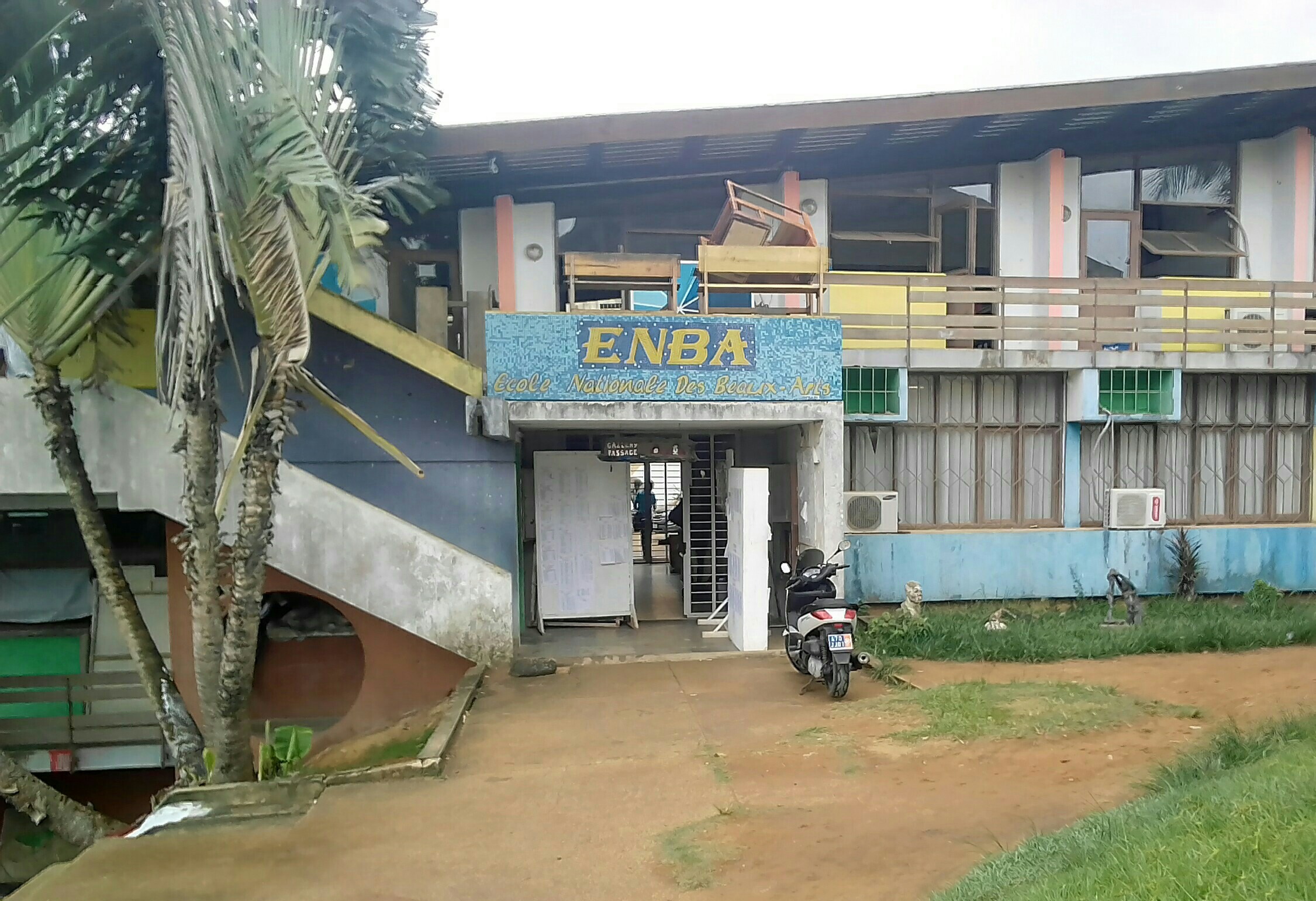
École Nationale des Beaux-Arts (ENBA) d'Abidjan, située à Cocody précisément à l'INSAAC et dirigé par Mathilde Moreau.

Après les différents certificats obtenus (en peinture) à l’université des langues et cultures (de 1998 à 1999) et à l’Académie Centrale des Beaux-Arts  (de 1999 à 2005) de BEIJING, Moreau devient professeur certifié des arts plastiques. De mars 2006 à octobre 2023, Mathilde Moreau fut la directrice de l’École Nationale des Beaux-Arts d’Abidjan. Étant à la tête de cet établissement, elle mit en place un pont de formation et d'échanges entre Abidjan et les écoles d'art en France. Et cette politique permit d'avoir de nombreux étudiants ivoiriens (dans le domaine des Beaux-Arts), poursuivant des études de troisième cycle dans ce pays occidental,.

### Situation matrimoniale
Mathilde Moreau épouse KOUASSI (ingénieur électro-mécanicien),,

## Reconnaissance institutionnelle

### Galérie
La salle d'exposition de la galérie HOUKAMI GUYZAGN (Agence de promotion des jeunes artistes plasticiens ), située à Abidjan et dirigé par Thierry DIA a été baptisée  « Salle Mathilde Moreau »,.

## Œuvres picturales
| Année | Titre                                               | Dimension    | Technique |
| ----- | --------------------------------------------------- | ------------ | --------- |
| 1980  | Sans titre                                          | 100 x 130 cm | Mixte     |
| 1983  | Termitière N° 1                                     | 90 x 120 cm  | Mixte     |
| 1983  | Termitière N° 3                                     | 90 x 120 cm  | Mixte     |
| -     | Sans titre                                          | 45 x 60 cm   | Mixte     |
| -     | Composition                                         | 45 x 60 cm   | Mixte     |
| 1993  | Sans titre                                          | 41 x 33 cm   | Mixte     |
| 1995  | La paille                                           | 97 x 130 cm  | Mixte     |
| -     | Composition                                         | 57 x 63 cm   | Mixte     |
| 1995  | Composition                                         | 61 x 50 cm   | Mixte     |
| 1995  | Composition                                         | 65 x 54 cm   | Mixte     |
| 1995  | Signe mythique                                      | 55 x 54 cm   | Mixte     |
| 1996  | Le regard                                           | 116 x 88 cm  | Mixte     |
| 1997  | Sloboua                                             | 73 x 92 cm   | Mixte     |
| 1997  | Etude de statuaire N° 1                             | 92 x 73 cm   | Mixte     |
| 1997  | Etude de statuaire N° 2                             | 92 x 73 cm   | Mixte     |
| 1998  | Le Christ                                           | 73 x 72 cm   | Mixte     |
| 1998  | Composition                                         | 90 x 120 cm  | Mixte     |
| 2000  | Le tour de la chine N° 2                            | 110 x 130 cm | Mixte     |
| 2000  | La femme au foyer                                   | 81 x 65 cm   | Mixte     |
| 2000  | Composition                                         | 80 x 100 cm  | Mixte     |
| 2001  | Composition                                         | 92 x 72 cm   | Mixte     |
| 2003  | Transe                                              | 45 x 60 cm   | Mixte     |
| 2004  | Composition                                         | 54 x 81 cm   | Mixte     |
| 2004  | Paysage chinois N° 1                                | 45 x 60 cm   | Mixte     |
| 2004  | Paysage chinois N° 2                                | 45 x 60 cm   | Mixte     |
| 2004  | Sans titre                                          | 45 x 60 cm   | Mixte     |
| 2005  | Passage en bleu N° 1                                | 140 x 146 cm | Mixte     |
| 2005  | Passage en bleu N° 2                                | 90 x 120 cm  | Mixte     |
| 2005  | Place Tianannien en été                             | 120 x 90 cm  | Mixte     |
| 2005  | Place Tianannien en hiver                           | 120 x 90 cm  | Mixte     |
| 2010  | Le nommo                                            | 130 x 160 cm | Mixte     |
| 2010  | Etape de la vie                                     | 114 x 146 cm | Mixte     |
| 2010  | La traversée d'une si longue nuit 1                 | 160 x 100 cm | Mixte     |
| 2010  | La traversée d'une si longue nuit 2                 | 160 x 100 cm | Mixte     |
| 2010  | Composition                                         | 100 x 60 cm  | Mixte     |
| 2015  | Emancipation N° 3                                   | 130 x 97 cm  | Mixte     |
| 2015  | Femme dans les champs N° 1                          | 80 x 100 cm  | Mixte     |
| 2015  | Femme dans les champs N° 2                          | 80 x 100 cm  | Mixte     |
| 2015  | Femme de toujours N° 1                              | 146 x 114 cm | Mixte     |
| 2015  | Femme en mouvement N° 1                             | 146 x 114 cm | Mixte     |
| 2015  | Travail par la femme comme condition à la paix N° 1 | 100 x 80 cm  | Mixte     |
| 2015  | Travail par la femme comme condition à la paix N° 2 | 100 x 80 cm  | Mixte     |
| 2015  | Travail par la femme comme condition à la paix N° 3 | 100 x 80 cm  | Mixte     |
| 2015  | Travail par la femme comme condition à la paix N° 4 | 100 x 80 cm  | Mixte     |
| -     | Moro 2                                              | -            | Mixte     |
| -     | Moro 3                                              | -            | Mixte     |
| -     | Moro 5                                              | -            | Mixte     |
| -     | V9                                                  | -            | Mixte     |
| 2017  | Mouvement de femme                                  | 81 x 116 cm  | Mixte     |
| 2017  | Composition                                         | 81 x 100 cm  | Mixte     |

## Expositions

### Expositions collectives
- 20 septembre – 20 novembre 2008 : Résidence African Artists à SHENZHEN (République Populaire de CHINE) dans le cadre de focus suivie, exposition à la galérie de l’Institut des Beaux Arts de SHENZHEN[2]
- 4 juin - 5 juillet 2008 : Exposition «VALEURS SURES » BICI-CI Galéries ABIDJAN
- Juin - juillet 2000: Exposition « WOMEN OF THE WORLD » NEW YORK Gallery.
- 14 – 28 septembre 1997 : « DARO-DARO 97 » Workshop d’Arts Plastiques, Assinie-Mafia (Abidjan-COTE D’IVOIRE)
- 16 - 31 août 1997 : Collection d’Art de la fin du siècle 1995 – 2000, PIOTRKOW-TRYBUNAKY ( POLOGNE)[2]
- 22 octobre - 1er novembre 1996 : « DARO-DARO 96 – Exposition “KANKANKAN” au C.C.F d’Abidjan
- 19 - 29 septembre 1996 : « DARO-DARO 96 » Workshop d’Arts Plastiques – Maison Carrée – Route de DABOU (ABIDJAN)
- 09 - 15 mai 1996 : Biennale de l’Art Africain contemporain, exposition au Musée d’Art africain de l’IFAN CHEIK ANTA DIOP, (avec 05 œuvres sélectionnées)
- 2 juin – 9 juillet 1995 : Café des Artistes – LAUSANNE ( SUISSE)
- 09 - 15 mai 1995 : Artfact - Salon Chandelier Lagune - HOTEL IVOIRE d’ABIDJAN[2]
- 27 avril 1995 : Sid’Arts au Centre Culturel Français d’Abidjan, commissaire de l’exposition des artistes face au SIDA
- 08 - 12 mars 1995 : Journée mondiale de la femme – HOTEL IVOIRE d’ABIDJAN
- 28 février - 30 avril 1995 : AFRICUS : JOHANNESBURG Biennale
- Juin 1994 : Congrès de l’O.U.A. à TUNIS
- 24 novembre - 8 décembre 1993 : Premier Salon des Arts Plastiques « GRAFOLIES d’ABIDJAN »
- Novembre - décembre 1989 : 6ème Biennale Internationale de Arte VALPARAISO ( CHILI)
- 18 - 30 avril 1989 : Exposition au Centre Culturel Français d’Abidjan dans le cadre du bicentenaire de la Révolution française
- 1984 : Hommage à Pierre OKOMA – Galérie G.O[2].

### Expositions individuelles
- 1-5 mars 2005 : Salon Coup de fusil– HOTEL IVOIRE d’ABIDJAN[2]
- 13 mars – 4 avril 2004 : Exposition au Centre Culturel Africain d’OSLO ( NORVEGE) dans le cadre de la FRANCOPHONIE
- 20 mars - 5 avril 2002 : Collège Jean MERMOZ de COCODY à ABIDJAN.
- 20 novembre - 2 décembre 2000 : Centre Culturel Français d’Abidjan : Exposition « Retour de CHINE »
- 01- 4 juin 2000 : Exposition de fin d’étude à l’AMBASSADE DE COTE D’IVOIRE en (République Populaire de CHINE)
- Janvier - mars 2000 : Exposition «ART AFRICAIN » BEIJING et SHANGAÏ ( République Populaire de CHINE)
- 20 novembre - 15 décembre 1997 : Galérie « l’AFRIQUE A CŒUR » Quartier St PAUL – PARIS
- 13 novembre - 19 novembre 1997 : “Peinture sans frontières” – Galérie Le CORRELER – SANCERE[2]
- 30 octobre - 15 novembre 1997 : Galérie Typic Design – ABIDJAN - COCODY
- 29 novembre - 6 décembre 1994 : SIAO-OUAGADOUGOU (BURKINA FASO)
- 20 - 25 mars 1993 : Salon Dimaako FESPACO OUAGADOUGOU ( BURKINA FASO)
- 19 - 25 mars 1992 : Salon Coup de fusil – HOTEL IVOIRE d’ABIDJAN
- 24 juillet 1998 : Emission de timbre poste : Tableau « La TERMITIÈRE »
- 1er octobre - 8 octobre 1987 : Salon Coup de fusil – HOTEL IVOIRE d’ABIDJAN[2],[3]

## Distinctions
- Chevalier dans l’Ordre du Mérite Ivoirien
- Chevalier dans l’Ordre du Mérite Culturel[2]

#### Catalogues raisonnés
- Thomas Fillitz et Böhlau, Art contemporain d'Afrique: 14 artistes contemporains de Côte d'Ivoire et du Bénin, dimensions du produit: 25 x 17,9 x 3,4 cm,  (ISBN 978-3-205-99402-2), (en allemand).
- Hélène APPELL-Mertiny, Catalogue raisonné de Mathilde Moreau intitulé Fulgurance: 30 ans de peinture Mathilde Moreau, Abidjan, Novembre 2017.

#### Personnalités politiques
- Amadou Gon Coulibaly
- Maurice Bandaman

#### Personnalité artistique
- Jems Robert Koko Bi

#### Établissements
- Institut National Supérieur des Arts et de l'Action Culturelle (INSAAC)
- Université des Langues et Cultures de BEIJING (Chine)
- Académie Centrale des Beaux-Arts de BEIJING (Chine)